# Verbandsliga Brandenburg 1996/97
Die Verbandsliga Brandenburg 1996/97 war die siebte Spielzeit der Verbandsliga Brandenburg und die dritte als fünfthöchste Spielklasse im Fußball der Männer.
Der Frankfurter FC Viktoria 91 wurde in dieser Saison zum ersten Mal Landesmeister in Brandenburg und stieg damit in die Fußball-Oberliga Nordost auf. Der SV Schwarz-Rot Neustadt (Dosse) errang, mit 3 Punkten Rückstand, die Vizemeisterschaft.
Als Absteiger stand nach dem 30. Spieltag der FC Rot-Weiß Elsterwerda fest und musste in die Landesliga absteigen.

## Teilnehmer
An der Spielzeit 1996/97 nahmen insgesamt 16 Vereine teil.
| ▼Absteiger aus der Oberliga Nordost 1995/96 | ▼Absteiger aus der Oberliga Nordost 1995/96 |
| ------------------------------------------- | ------------------------------------------- |
| SV Schwarz-Rot Neustadt (Dosse)             | FSV Rot-Weiß Prenzlau                       |
| FSV Glückauf Brieske-Senftenberg            | BSV Stahl Brandenburg                       |

| Mannschaften aus der Verbandsliga Brandenburg 1995/96 | Mannschaften aus der Verbandsliga Brandenburg 1995/96 | Mannschaften aus der Verbandsliga Brandenburg 1995/96 |
| ----------------------------------------------------- | ----------------------------------------------------- | ----------------------------------------------------- |
| Brandenburger SC Süd 05                               | SV Falkensee-Finkenkrug                               | ESV Lokomotive Cottbus                                |
| FC Energie Cottbus II                                 | SV Empor Mühlberg                                     | FC Rot-Weiß Elsterwerda                               |
| SG Eintracht Oranienburg                              | SpVgg Blau-Weiß 90 Vetschau                           | Frankfurter FC Viktoria 91                            |
| SG Fortuna Babelsberg                                 |                                                       |                                                       |

| ▲Aufsteiger aus der Landesliga 1995/96 | ▲Aufsteiger aus der Landesliga 1995/96 |
| -------------------------------------- | -------------------------------------- |
| Müllroser SV 1898                      | FSV 95 Ketzin/Falkenrehde              |

## Abschlusstabelle
| Pl. | Verein                               | Sp. | S  | U | N  | Tore    | Diff. | Punkte |
| --- | ------------------------------------ | --- | -- | - | -- | ------- | ----- | ------ |
| 1.  | Frankfurter FC Viktoria 91           | 30  | 23 | 3 | 4  | 089:220 | +67   | 72     |
| 2.  | SV Schwarz-Rot Neustadt (Dosse) (A)  | 30  | 22 | 3 | 5  | 092:320 | +60   | 69     |
| 3.  | FSV Glückauf Brieske-Senftenberg (A) | 30  | 20 | 5 | 5  | 071:350 | +36   | 65     |
| 4.  | Brandenburger SC Süd 05              | 30  | 18 | 6 | 6  | 060:280 | +32   | 60     |
| 5.  | FC Energie Cottbus II                | 30  | 15 | 9 | 6  | 064:400 | +24   | 54     |
| 6.  | SV Falkensee-Finkenkrug              | 30  | 15 | 4 | 11 | 060:440 | +16   | 49     |
| 7.  | Müllroser SV 1898 (N)                | 30  | 14 | 7 | 9  | 049:370 | +12   | 49     |
| 8.  | SG Eintracht Oranienburg             | 30  | 14 | 4 | 12 | 065:610 | +4    | 46     |
| 9.  | FSV Rot-Weiß Prenzlau (A)            | 30  | 11 | 8 | 11 | 043:320 | +11   | 41     |
| 10. | SV Empor Mühlberg                    | 30  | 11 | 3 | 16 | 045:620 | −17   | 36     |
| 11. | BSV Stahl Brandenburg (A)            | 30  | 10 | 4 | 16 | 051:500 | +1    | 34     |
| 12. | FSV 95 Ketzin/Falkenrehde (N)        | 30  | 8  | 6 | 16 | 028:590 | −31   | 30     |
| 13. | ESV Lokomotive Cottbus               | 30  | 7  | 6 | 17 | 044:650 | −21   | 27     |
| 14. | SG Fortuna Babelsberg                | 30  | 6  | 3 | 21 | 031:770 | −46   | 21     |
| 15. | SpVgg Blau-Weiß 90 Vetschau          | 30  | 4  | 5 | 21 | 027:830 | −56   | 17     |
| 16. | FC Rot-Weiß Elsterwerda              | 30  | 1  | 6 | 23 | 019:111 | −92   | 09     |

| (A) | Aufsteiger aus der Oberliga Nordost 1995/96 |
| (N) | Aufsteiger aus der Landesliga 1995/96       |

## Kreuztabelle
| 1996/97                          | Frankfurter FC Viktoria 91 | SV Schwarz-Rot Neustadt (Dosse) | FSV Glückauf Brieske-Senftenberg | Brandenburger SC Süd 05 | FC Energie Cottbus II | SV Falkensee-Finkenkrug | Müllroser SV 1898 | SG Eintracht Oranienburg | FSV Rot-Weiß Prenzlau | SV Empor Mühlberg | BSV Stahl Brandenburg | FSV 95 Ketzin/Falkenrehde | ESV Lokomotive Cottbus | SG Fortuna Babelsberg | SpVgg Blau-Weiß 90 Vetschau | FC Rot-Weiß Elsterwerda |
| -------------------------------- | -------------------------- | ------------------------------- | -------------------------------- | ----------------------- | --------------------- | ----------------------- | ----------------- | ------------------------ | --------------------- | ----------------- | --------------------- | ------------------------- | ---------------------- | --------------------- | --------------------------- | ----------------------- |
| Frankfurter FC Viktoria 91       |                            | 4:0                             | 6:1                              | 3:1                     | 6:0                   | 2:0                     | 3:0               | 5:0                      | 1:0                   | 3:1               | 4:0                   | 3:0                       | 3:0                    | 3:2                   | 7:1                         | 5:0                     |
| SV Schwarz-Rot Neustadt (Dosse)  | 2:4                        |                                 | 2:0                              | 1:0                     | 2:1                   | 0:0                     | 3:0               | 4:0                      | 3:0                   | 3:1               | 3:0                   | 6:1                       | 1:0                    | 7:1                   | 7:0                         | 15:0                    |
| FSV Glückauf Brieske-Senftenberg | 0:0                        | 3:1                             |                                  | 2:2                     | 0:0                   | 1:5                     | 2:1               | 1:02:1                   | 1:0                   | 3:0               | 5:0                   | 4:0                       | 1:2                    | 3:1                   | 3:0                         |                         |
| Brandenburger SC Süd 05          | 0:2                        | 3:2                             | 0:0                              |                         | 1:1                   | 5:2                     | 0:1               | 1:1                      | 0:0                   | 3:0               | 3:0                   | 1:0                       | 5:0                    | 2:0                   | 4:0                         | 2:0                     |
| FC Energie Cottbus II            | 2:1                        | 4:1                             | 1:2                              | 4:2                     |                       | 1:1                     | 1:1               | 4:1                      | 1:1                   | 1:0               | 2:1                   | 1:0                       | 3:1                    | 4:2                   | 3:0                         | 5:0                     |
| SV Falkensee-Finkenkrug          | 3:1                        | 0:3                             | 1:4                              | 0:2                     | 1:1                   |                         | 2:3               | 1:1                      | 5:2                   | 5:0               | 0:2                   | 1:2                       | 3:1                    | 2:1                   | 4:0                         | 3:2                     |
| Müllroser SV 1898                | 1:1                        | 1:1                             | 0:0                              | 1:2                     | 1:0                   | 3:1                     |                   | 1:3                      | 1:1                   | 3:0               | 0:2                   | 2:0                       | 6:4                    | 1:0                   | 2:0                         | 6:0                     |
| SG Eintracht Oranienburg         | 1:1                        | 4:6                             | 1:2                              | 1:2                     | 5:1                   | 2:3                     | 1:0               |                          | 2:1                   | 4:2               | 3:2                   | 2:1                       | 2:4                    | 3:1                   | 5:2                         | 6:0                     |
| FSV Rot-Weiß Prenzlau            | 0:2                        | 2:2                             | 1:2                              | 2:0                     | 0:0                   | 1:0                     | 1:0               | 2:1                      |                       | 4:1               | 0:0                   | 2:0                       | 1:0                    | 5:0                   | 6:0                         | 3:0                     |
| SV Empor Mühlberg                | 4:3                        | 1:2                             | 1:3                              | 0:2                     | 3:3                   | 3:2                     | 2:1               | 5:0                      | 3:1                   |                   | 2:1                   | 5:1                       | 0:2                    | 4:1                   | 1:0                         | 1:0                     |
| BSV Stahl Brandenburg            | 1:2                        | 1:3                             | 0:1                              | 1:1                     | 0:5                   | 1:2                     | 2:4               | 2:3                      | 2:2                   | 4:0               |                       | 1:0                       | 3:1                    | 3:0                   | 2:2                         | 7:0                     |
| FSV 95 Ketzin/Falkenrehde        | 0:4                        | 0:2                             | 2:1                              | 1:4                     | 1:4                   | 0:22                    | :2                | 2:1                      | 1:0                   | 1:0               | 0:3                   |                           | 1:0                    | 5:2                   | 1:1                         | 0:0                     |
| ESV Lokomotive Cottbus           | 0:2                        | 1:5                             | 4:5                              | 1:3                     | 4:2                   | 0:2                     | 1:3               | 1:2                      | 0:0                   | 4:0               | 2:1                   | 1:1                       |                        | 1:1                   | 3:3                         | 3:0                     |
| SG Fortuna Babelsberg            | 0:3                        | 0:2                             | 0:6                              | 1:3                     | 1:4                   | 0:5                     | 0:0               | 1:2                      | 1:0                   | 0:1               | 2:1                   | 1:1                       | 1:3                    |                       | 4:1                         | 2:0                     |
| SpVgg Blau-Weiß 90 Vetschau      | 2:0                        | 0:2                             | 1:3                              | 0:3                     | 1:5                   | 0:2                     | 1:2               | 0:5                      | 2:1                   | 1:1               | 0:1                   | 1:3                       | 0:0                    | 2:1                   |                             | 4:0                     |
| FC Rot-Weiß Elsterwerda          | 0:5                        | 0:1                             | 2:10                             | 1:3                     | 0:0                   | 0:2                     | 1:2               | 3:3                      | 0:3                   | 3:3               | 0:7                   | 1:1                       | 2:2                    | 2:3                   | 2:1                         |                         |